# Barbados (musikalbum)
Barbados är gruppen Barbados debutalbum från 1995, med Magnus Carlsson
som sångare. Plattan innehåller bland annat Hold me från Svensktoppen.

## Låtlista
1. Nätterna med dig i Californien - Magnus Carlsson - (Norell/Oson/Bard-K.Svenling)
2. Emilie (Norell/Oson/Bard-K.Svenling)
3. Hold me (J.Thunqvist-K.Svenling)
4. Du fångar mig (P.Thyren/H.Lind-P.Thyren)
5. Varje gång jag ser dej (Norell/Oson/Bard-K.Almgren)
6. Utan dig (J.Thunqvist-K.Svenling)
7. Bye bye dreamer (Norell/Oson/Bard-K.Svenling)
8. Alla dessa kyssar (O.Evenrude-M.Martinez)
9. Jag måste nå min ängel (Norell/Oson/Bard-J.Thunqvist)
10. Om du vill ha mig (J.Thunqvist-K.Svenling)
11. Håll min hand (P.Jezewski-K.Almgren)
12. Nånting har hänt (J.Thunqist-K.Svenling)
13. In your eyes - Magnus Carlsson - (B.Ljunggren/H.Almqvist-K.Svenling)
14. Sista dansen (B.Ljunggren/H.Almqvist-K.Svenling)
  - CD-BONUS:
15. Hold me (singbackversion) (J.ThunqvistK.Svenling)
16. Nätterna med dig i Californien (singbackversion) (Norell/Oson/Bard-K.Svenling)
17. Emilie (singbackversion) (Norell/Oson/Bard-K.Svenling)